# Yolo-Schiefspiegler
Der Yolo-Schiefspiegler ist ein vor allem von Astroamateuren verwendetes astronomisches Fernrohr (Reflektor) mit zwei gegeneinander verkippten, langbrennweitigen Hohlspiegeln, dessen Strahlengang gekreuzt, also etwa X-förmig, verläuft. Diese Bauform erlaubt eine Abbildung ohne Abschattungen durch Fangspiegel und Halterung (unobstruierter Strahlengang), was Bilddefinition und Kontrastleistung im Vergleich zu herkömmlichen Spiegelteleskopsystemen nach Newton bzw. Cassegrain verbessert. 
Als Zweispiegel-Reflektor kann er, prinzipbedingt, bei nur geringen Fertigungskosten, allerdings hohen Forderungen an eine hinreichende Qualität der beiden optischen Flächen, die Bildqualität teurer, apochromatischer Refraktoren vergleichbarer Öffnung übertreffen. Yolos wurden bisher mit bis zu 12 Zoll (~ 30 cm) Apertur gefertigt. 
Der Yolo wurde in den frühen 1960er Jahren vom US-amerikanischen Maschinenbau-Professor Arthur S. Leonard entworfen und von ihm nach seinem kalifornischen Lieblings-Feriengebiet Yolo County (bei Sacramento) benannt.

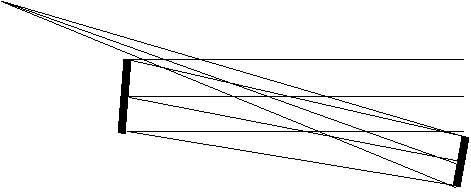
Strahlengang im Yolo-Schiefspiegler

Beide Spiegel werden als sehr langbrennweitige, konkave Kugelsphären (Hohlspiegel mit N ~ 20–40) ausgeführt, die recht einfach anzufertigen und bei Schliff und Politur zwar einzeln geprüft werden können, wegen der langen Brennweiten und der dafür erforderlichen großen Meßlänge aber nicht ganz so einfach zu prüfen sind. Der Yolo kann für erfahrenere Amateur-Spiegelschleifer eine attraktive Alternativbauart zum Newton-Teleskop sein. Die geringe Konvergenz des Strahlengangs erfordert allerdings einen großen Fangspiegel mit etwa 60 bis 80 % des Hauptspiegeldurchmessers, je nach Auslegung des Gesamtsystems, die dadurch entstehende "Kopflastigkeit" im Vergleich zu herkömmlichen Spiegelsystemen mit kleineren Sekundärspiegeln sollte bei der Stabilität der Tubuskonstruktion berücksichtigt werden.
Die geniale Einfachheit des optischen Entwurfs, die freie Konfigurierbarkeit des Yolo und die Möglichkeit des Selbstbaus dieses Hochleistungs-Spiegelsystems machen, neben der hohen Abbildungsqualität, den großen Reiz dieses Teleskoptyps aus. Die Winkel- und Abstandsbedingungen der Spiegel zueinander nach Leonard sind dabei einzuhalten.
Durch das Verkippen der Spiegel treten gravierende Abbildungsfehler, nämlich Koma und Astigmatismus auf, die berichtigt werden müssen. Koma wird bereits durch den Leonard'schen Entwurf und die Wahl der richtigen Kippwinkel beider Spiegel minimiert.
Bei größeren, lichtstärkeren Systemen muss gegebenenfalls auch der Öffnungsfehler korrigiert werden.
Zur Korrektur des verbleibenden Astigmatismus gibt es drei Möglichkeiten:
- Man kann einen der beiden Hohlspiegel, meist den Fangspiegel, durch eine Feder toroidal verspannen. Diese einstellbare Verspannung ergibt, bei hoher Vergrößerung am Stern richtig justiert, einen entgegengesetzten Astigmatismus, der den Fehler ausgleicht.
- Man kann beide Spiegel in Spannhalterungen einbauen, damit die toroidale Korrektur auf beide optische Elemente verteilen und so günstigere optische und mechanische Bedingungen erzielen.
- Statt eines Kugelspiegels wird ein Toroid, also ein toroidal geschliffener Fangspiegel, verwendet. Bei diesem Spiegel sind die Brennweiten senkrecht und waagerecht unterschiedlich. Solch einen Spiegel kann man aus einem Kugelspiegel durch brennweitenverlängernde Längspolitur und brennweitenverkürzende Querpolitur herstellen. Auch mit Hilfe einer Spannfassung, in die der vorgeschliffene Fangspiegel eingebaut wird, lässt sich durch Weiterbearbeitung bis zur Politur die toroidale Korrektur erzielen. Abschließend kann das Resultat im fertigen Yolosystem in Autokollimation geprüft werden.

Der Öffnungsfehler wird durch korrigierende elliptische Politur der sphärischen Spiegelform eines oder beider Spiegel ausgeglichen. 
Die kastenförmige Bauform des Yolo ist ähnlich ungewohnt und sperrig wirkend wie beim Kutter-Schiefspiegler, die Baulänge ähnlich, die resultierende Effektivbrennweite aber deutlich kürzer, üblich sind Öffnungsverhältnisse von 1:10 bis 1:15, d. h. der Yolo lässt sich mit größerer Blende herstellen als der Kutter-Schiefspiegler (meist 1:20 oder mehr) und hat somit eine größere Lichtstärke, was ihn bei der Himmelsbeobachtung universeller verwendbar macht. Außerdem benötigt der Yolo, im Gegensatz zu den größeren, dreiteiligen, originalen Kutter-Schiefspieglern, weder einen nicht einfach zu prüfenden, konvexen Fangspiegel, noch eine schwierig herzustellende, extrem langbrennweitige, keilförmige Korrekturlinse, die selbst wieder Chromasie ins System einbringen kann. Es wurden vereinzelt "schnellere" Yolos mit bis zu f/8 gebaut, die dann verstärkt auftretenden optischen Fehler höherer Ordnung und deren Korrektur machen solche Yolo-Aplanate zu anspruchsvollen Bauprojekten.
Die hohe Kontrastleistung, die inhärente Farbreinheit und die langbrennweitige Anlage prädestinieren den Yolo zur Beobachtung mit hoher Vergrößerung bei kleinem Gesichtsfeld, bevorzugte Beobachtungsobjekte sind deshalb Planeten, Mond, Doppelsterne, Kugelsternhaufen und andere, hoch aufzulösende Himmelsobjekte. In der Praxis benötigt man zur zenitnahen Beobachtung noch einen dritten Spiegel, den im Strahlengang vor dem Okular zu montierenden, planen Zenitspiegel. 
Das Solano-Teleskop nach Arthur S. Leonard ist die Tri-Spiegelversion des Yolo-Schiefspieglers, mit einem dritten, extrem langbrennweitigen, konvexen Hilfsspiegel in Okularnähe, der auch die Funktion des Zenitspiegels übernimmt. Im Solano sind alle Flächen sphärisch, es ist keine torische Korrektur nötig.
Wegen ihrer halboffenen Tubusbauweise leiden Yolo und Kutter, genauso wie alle klassischen, zentrischen Spiegelsysteme, also wie Newton und Cassegrain, häufig bei der praktischen Anwendung unter Tubus-Seeing. Dabei verursachen geringe Temperaturunterschiede der Teleskopbauteile nahe dem optischen Weg, besonders auch die Spiegel selbst, Luftschlieren, die oft die sinnvoll anwendbare maximale Vergrößerung limitieren. Dieser störende Effekt kann durch ausreichend lange Belüftung des Teleskops vor der Beobachtung, durch Zwangsventilation mittels Lüfter(n) und eine offene Gittertubusbauweise minimiert werden.
Yolo-Schiefspiegler sind bei Astroamateuren in den USA bekannter als in Europa, wo vor allem die Schweizer SAG um Herwin G. Ziegler den Yolo-Selbstbau propagiert und durch Selbstbaugruppen fördert.